# دیرکوند
دیرکوند یا دریک وند یکی از ایل‌های کهن قوم لر ساکن پیشکوه (بخش غربی لرستان) است. سکونتگاه اصلی دیرکوندها جنوب شهرستان خرم‌آباد، به‌ویژه در ارتفاعات کوه هشتادپهلو و درهٔ سی‌سزار و حوالی رود دز است.  
بخش‌هایی از جمعیت این ایل در اندیمشک، شوش، دزفول، استان ایلام و ملایر نیز سکونت دارند.

## تاریخ
بر پایهٔ نظر ایران‌شناس، ابراهیم پورداوود، یونانیان نام سکهٔ طلا در زمان داریوش بزرگ هخامنشی را به یونانی «دریکوس» (Dreikos) یا «درک» یا «دریک» به معنی «داریوشی» می‌نامیدند. نام این طایفه نیز از همین ریشه گرفته شده‌است. در کتیبه‌های نقش رستم نیز نامی مشابه (دریکوس) آمده که به فرمانده‌ای به نام ساتیار منسوب است.  
روایت‌های محلی در میان لرها هخامنشیان را از تبار بالاگریوه می‌دانند و ایل دیرکوند را از خالص‌ترین لرهای لرستان به شمار می‌آورند که زبان، لباس و فرهنگ باستانی خود را طی هزاران سال در کوه‌های زاگرس حفظ کرده‌اند.
برخی پژوهشگران غربی همچون والتر هینتس، ژاک دمورگان، هرتسفلد و رومن گیرشمن، و نیز مورخان ایرانی، دیرکوندها را از نوادگان هخامنشیان و حتی خزانه‌داران داریوش دانسته‌اند.  
ایل دیرکوند در سدهٔ ۱۹ میلادی و اوایل دورهٔ قاجار از ایلات پرنفوذ منطقهٔ پیشکوه بود، اما گاه به دلیل غارت و تمرد از حکومت مرکزی با سرکوب مواجه شد. در سال‌های ۱۸۸۸ تا ۱۸۹۰ میلادی، شورش‌هایی به رهبری این ایل رخ داد که با دخالت والی پشتکوه (حسینقلی‌خان صارم‌السلطنه) سرکوب گردید.

## زبان
دیرکوندها بخشی از لرهای بالاگریوه هستند و به گویش لری بالاگریوه‌ای صحبت می‌کنند.

## جمعیت
در دههٔ ۱۸۷۰ میلادی، جمعیت دیرکوند حدود ۲٬۰۰۰ خانوار بود و تا دههٔ ۱۹۲۰ میلادی به ۸٬۰۰۰ تا ۱۰٬۰۰۰ خانوار رسید.  
در دورهٔ پهلوی، جمعیت این ایل حدود ۱۱٬۰۰۰ خانوار ذکر شده‌است. بر اساس آمار علی رزم‌آرا (۱۳۲۰ ه‍.ش):  
- طایفه کرفوند و شوراوی: ۴۵۰ خانوار
- بهاروند: ۴٬۸۵۰ خانوار
- میر: ۴٬۵۰۰ خانوار

در سال ۱۳۳۷ خورشیدی:  
- قلاوند: ۴٬۳۴۰ خانوار
- زینی‌وند: ۵۵۰ خانوار

از دیگر طایفه‌ها مانند یاقوند و نجفوند آمار دقیقی ثبت نشده‌است.

## وجه تسمیه
نام «دیرکوند» یا «دریک وند» از «دریک» یا «دریکوس» (داریوشی) گرفته شده که به سکهٔ طلای دوران داریوش بزرگ نسبت داده می‌شود.

## طایفه‌ها
طایفه‌های اصلی ایل دیرکوند عبارت‌اند از:
- قلاوند
- بهاروند
- میر
- علیشروان
- زینی‌وند
- نجفوند
- ساتیاروند
- گلالی‌وند (سه تیره: مهدی، مرضا، بن‌داری)
- کرفوند
- کردعلیوند
- اهوبرندی
- کرکینی
- شلووند
- شوراوی
- جمالدی
- ترکارانی
- طافی
- طالب‌وند
- هوگبرنی
- شروی
- سیردی

### نجفوند دریکوند
یکی از طایفه‌های ایل دیرکوند است که با طایفهٔ نجفوند یکی بوده و تنها برخی از نوادگان آن، پسوند «دریکوند» را به نام خانوادگی خود افزوده‌اند.

#### سکونتگاه
اعضای این طایفه در شهرهای بیدروبه، اندیمشک، دره‌شهر، ماژین، لالی، مسجدسلیمان، پلدختر، خرم‌آباد، معمولان و برخی روستاهای استان خوزستان و استان لرستان سکونت دارند.

#### مذهب
پس از ورود اسلام به ایران، این طایفه مسلمان شده و به مذهب شیعه گرویدند.